# Kurtis MacDermid
Kurtis MacDermid, född 25 mars 1994, är en kanadensisk professionell ishockeyback som spelar för New Jersey Devils i National Hockey League (NHL). MacDermid vann Stanley Cup med Colorado Avalanche 2022.

## Spelarkarriär
MacDermid spelade först juniorhockey med Owen Sound Greys i Greater Ontario Junior Hockey League. Han blev vald i OHL-draften 2010 som 139:e totalt av Owen Sound Attack. Han debuterade senare i Ontario Hockey League säsongen 2011–12 innan han som odraftad free agent signerade ett treårskontrakt med Los Angeles Kings den 13 september 2012.
Han avlutade sin juniorkarriär med Erie Otters under säsongen 2014-15 innan han påbörjade sin professionella säsong med Kings organisation och deras AHL-lag Ontario Reign säsongen 2015–16.
Efter två säsonger med Reign där han gjort bra ifrån sig under sitt rookiekontrakt så förnyade han sitt kontrakt med ett år med Kings den 17 juli 2017. Efter sin training camp så gjorde han NHL-debut 5 oktober 2017. Han gjorde sitt första mål den 26 oktober 2017 i en seger med 4-0 över Montreal Canadiens. MacDermid skickades ned till AHL i januari 2018 och 3 januari 2020 blev han avstängd i två matcher för en otillåten tackling.
21 juli 2021 valdes MacDermid i NHL:s expansionsdraft 2021 av Seattle Kraken. 27 juli 2021 trejdades han till Colorado Avalanche i utbyte mot ett draftval i fjärde rundan 2023. 5 april 2022 signerade MacDermid ett tvåårskontrakt med Avalanche. MacDermid spelade inte någon match med Avalanche i slutspelet 2022 när laget vann Stanley Cup för tredje gången i klubbens historia.
Under sin tredje säsong med Avalanche trejdades MacDermid den 1 mars 2023 till New Jersey Devils.

## Privatliv
MacDermid är son till Paul MacDermid och föddes i Quebec City under sin fars karriär i Quebec Nordiques men växte upp i Sauble Beach, Ontario. Hans äldre broder Lane spelade också i NHL för lagen Boston Bruins, Dallas Stars och Calgary Flames.

## Statistik

### Klubbkarriär
| 2010–11    | Owen Sound Greys   | GOJHL      | 51  | 6  | 16 | 22 | 124 | —  | — | — | — | —  |
| 2011–12    | Owen Sound Greys   | GOJHL      | 20  | 3  | 6  | 9  | 80  | —  | — | — | — | —  |
| 2011–12    | Owen Sound Attack  | OHL        | 9   | 0  | 2  | 2  | 7   | —  | — | — | — | —  |
| 2012–13    | Owen Sound Attack  | OHL        | 65  | 1  | 7  | 8  | 110 | 12 | 0 | 3 | 3 | 11 |
| 2013–14    | Owen Sound Attack  | OHL        | 38  | 5  | 11 | 16 | 90  | —  | — | — | — | —  |
| 2013–14    | Erie Otters        | OHL        | 28  | 2  | 1  | 3  | 75  | 12 | 0 | 3 | 3 | 29 |
| 2014–15    | Erie Otters        | OHL        | 61  | 8  | 32 | 40 | 129 | 12 | 0 | 5 | 5 | 23 |
| 2015–16    | Ontario Reign      | AHL        | 56  | 4  | 12 | 16 | 121 | 13 | 2 | 1 | 3 | 12 |
| 2016–17    | Ontario Reign      | AHL        | 58  | 6  | 14 | 20 | 135 | 5  | 0 | 0 | 0 | 4  |
| 2017–18    | Los Angeles Kings  | NHL        | 34  | 1  | 3  | 4  | 57  | —  | — | — | — | —  |
| 2017–18    | Ontario Reign      | AHL        | 32  | 1  | 5  | 6  | 78  | 4  | 0 | 0 | 0 | 0  |
| 2018–19    | Ontario Reign      | AHL        | 48  | 5  | 10 | 15 | 147 | —  | — | — | — | —  |
| 2018–19    | Los Angeles Kings  | NHL        | 11  | 0  | 1  | 1  | 11  | —  | — | — | — | —  |
| 2019–20    | Los Angeles Kings  | NHL        | 45  | 3  | 5  | 8  | 47  | —  | — | — | — | —  |
| 2020–21    | Los Angeles Kings  | NHL        | 28  | 2  | 2  | 4  | 36  | —  | — | — | — | —  |
| 2021–22    | Colorado Avalanche | NHL        | 58  | 2  | 3  | 5  | 89  | —  | — | — | — | —  |
| 2022–23    | Colorado Avalanche | NHL        | 44  | 1  | 5  | 6  | 55  | —  | — | — | — | —  |
| 2023–24    | Colorado Avalanche | NHL        | 29  | 2  | 0  | 2  | 23  | —  | — | — | — | —  |
| 2023–24    | New Jersey Devils  | NHL        | 16  | 0  | 1  | 1  | 50  | —  | — | — | — | —  |
| 2024–25    | New Jersey Devils  | NHL        | 23  | 0  | 0  | 0  | 23  | —  | — | — | — | —  |
| NHL totalt | NHL totalt         | NHL totalt | 288 | 11 | 20 | 31 | 391 | —  | — | — | — | —  |